# Кристоф Мартин фон Дегенфелд
Кристоф Мартин фон Дегенфелд (на немски: Christoph Martin Freiherr von Degenfeld; * ноември 1599 в Хоен-Айбах (днес в Гайзлинген ан дер Щайге близо до Гьопинген); † 13 октомври 1653 в Дюрнау близо до Гьопинген) е благородник от род Дегенфелд, фрайхер 1625 г., значим военачалник през Тридесетгодишната война и 6. Венецианска турска война.
Той е четвъртият син на Конрад фон Дегенфелд († 1600) и съпругата му Маргарета фон Цюлшарт/Цюлнхарт († 1608), дъщеря на Волфганг фон Цюлшарт (или Циленхардт) и фрайин Сузана фон Граевенек. Чрез нейното наследство фамилията Дегенфелд получава рицарското имение Дюрнау (в област Гьопинген). Внук е на Кристоф I фон Дегенфелд (1535 – 1604), главен фогт в Гьопинген, дворцов майстер във Вюртемберг, и Барбара фон Щамхайм (1543 – 1606). Брат е на Кристоф Вилхелм († 1624) и Кристоф Волфганг († 1631 в битка при Мантуа). Баща му Конрад фон Дегенфелд е убит през октомври 1600 г. от Якоб фон Гюлтлинген, главен фогт на Шорндорф. Тогава Кристоф Мартин не е още на година.
Кристоф Мартин получава заедно с двамата му по-големи братя, още живи след смъртта на майка mu, добро възпитание при брата на майка му, Никлас фон Цюлнхарт цу Дюрнау († 1623). Той следва в различни университети и пътува: 1613 е в Страсбург, 1614 в Йена, 1615 в Гисен, 1616 в Тюбинген и 1617 в Женева. Той пътува във Франция, Холандия и Англия.
След избухването на Тридесетгодишната война 1618 г. той се връща в родината си и служи 1619 г. в тело-охранителната конна компания на маркграф Карл фон Баден-Дурлах. През 1621 г. той влиза с брат си Кристоф Волфганг в императорската войска. През 1624 г. той вече е командир на компания.
През 1625 г. Кристоф Мартин фон Дегенфелд е издигнат във Виена от император Фердинанд II на фрайхер заедно с брат му Кристоф Волфганг фон Дегенфелд († 1631) и братовчед му Кристоф Якоб фон Дегенфелд († 1646).
След смъртта на братята му Кристоф Мартин наследява собствеността на баща му. Освен това той наследява от починалия му през 1623 г. му чичо Никлас фон Цюлнхарт господствата Дюрнау и Гамелсхаузен.
През 1632 г. Кристоф Мартин започва служба при крал Густав II Адолф от Швеция и става полковник и отново протестант. За военните си успехи той получава земи, завладяни от шведите. Бие се при
Тили.
Императорската войска превзема цяла Швабия и така и собственостите на Дегенфелд, дворците им са подпалени и фамилнния архив в Шорндорф.
Кристоф Мартин напуска шведската служба и бяга есента 1634 г. с фамилията си в Страсбург, и поема там предложената му френска служба, където се отличава в битките. Заради интриги той напуска през 1642 г.
На 14 декември 1642 г. той пристига във Венеция и се бие за херцога на Парма против папа Урбан ВИИИ и става генерал на конницата на Република Венеция. След 1645 г. той става генерален губернатор на Далмация и Албания. Той заедно със син му Фердинанд пристига през август 1645 г. в Задар. През 1645 и 1646 г. той спасява цяла Далмация от турците и получава награди от Венеция.
През 1648 г. той се връща във Венеция и следващата година напуска, когато му изтича седемгодишният договор. До поправянето на двореца в Дюрнау той живее в Гьопинген.
Кристоф Мартин фон Дегенфелд умира на 13 октомври 1653 г. Неговият епитаф се намира в църквата „Св. Кириакус“ в Дюрнау.

## Фамилия
Кристоф Мартин фон Дегенфелд се жени на 22 април 1628 г. в Дюрнау за Анна Мария Аделман фон Аделмансфелден (* 1610; † 26 август 1651), дъщеря на Вилхелм (V) Аделман фон Аделмансфелден (1581 – 1633)и Маргарета Анна фон Дегенфелд († 1642), дъщеря на дядо му Кристоф I фон Дегенфелд (1535 – 1604) и Барбара фон Щамхайм (1543 – 1606). Те имат десет деца:
- Фердинанд (* 31 декември 1629; † 25 април 1710 във Венеция), отива на 16 години с баща си в Далмация и ослепява там след нараняване от стрелба, връща се обратно в двора на курфюрст Карл I Лудвиг фон дер Пфалц и въпреки слепотата си получава служби, от 1677 г. е опекун на децата на сестра му Луиза фон Дегенфелд.
- Мария Луиза фон Дегенфелд (* 28 ноември 1634, Страсбург; † 18 март 1677, Манхайм), от 1667 г. рауграфиня фон дер Пфалц, омъжена на 6 януари 1658 г. в Швецинген за курфюрст Карл I Лудвиг фон дер Пфалц (* 22 декември 1617, Хайделберг; † 28 август 1680 при Единген)
- Максимилиан (* 16 септември 1645, Падуа; † 15 февруари 1697, Франкфурт ам Майн), наследник на семейството, курпфалски таен съветник, дипломат, женен I. на 30 септември 1671 г. в Хайделберг за Амалия фон Ландас (* 29 октомври 1647, Лондон; † 24 декември 1683), II. на 23 септември 1686 г. в Хановер за фрайин Маргарета Хелена фон Канщайн (* 17 март 1665, Берлин; † 1 февруари 1746, Райнсберг, Саксония)
- Густав (* 12 декември 1633; † 1659), убит като шведски полковник при нападението на Копенхаген 1659
- Адолф (* 20 януари 1640; † 1648), на венецианска служба и умира от раняване в Кандия
- Кристоф (* 8 октомври 1641; † 1685), получава след смъртта на брат му Адолф неговия регимент в Кандия, умира от раните си в родината, женен за Юлиана Сузана фон Найдек (Найдег)
- Ханибал (* 1648; † 12 октомври 1691, Науплия), на венецианска служба, като генерал-капитан се бие против турците, женен за Анна Мария фон Герздорф
- Изабела София (* 31 март 1631), омъжена I. за Фердинанд Албрехт фон Либенщайн, II. за Георг Вилхелм фон Брун (също: фон Бунен им Херенкопф и Хазелберг)
- Шарлота Кристина (* 2 септември 1636), омъжена за Франц фон Велден
- Анна Катарина (* 9 февруари 1638; † 1712), омъжена за Кристоф Албрехт фон Волмерсхаузен (1649 – 1708)